# انتخابات فدرال سال ۲۰۱۹ استرالیا
انتخابات فدرال سال ۲۰۱۹ استرالیا (به انگلیسی: 2019 Australian federal election) برای انتخاب چهلمین مجلس استرالیا در 18 مه ۲۰۱۹ در استرالیا برگزار شد. در این انتخابات تمام 151 کرسی مجلس نمایندگان و 40 کرسی از 76 کرسی مجلس سنا به رأی گذاشته شد. در نهایت، ائتلاف حزب لیبرال و حزب ناسیونال استرالیا به رهبری نخست وزیر مستقر، اسکات موریسن توانست با کسب 41.6 درصد آرا و 74 کرسی بر حزب اصلی رقیب، حزب کارگر استرالیا، غلبه کرد.